# Wolfram Britz

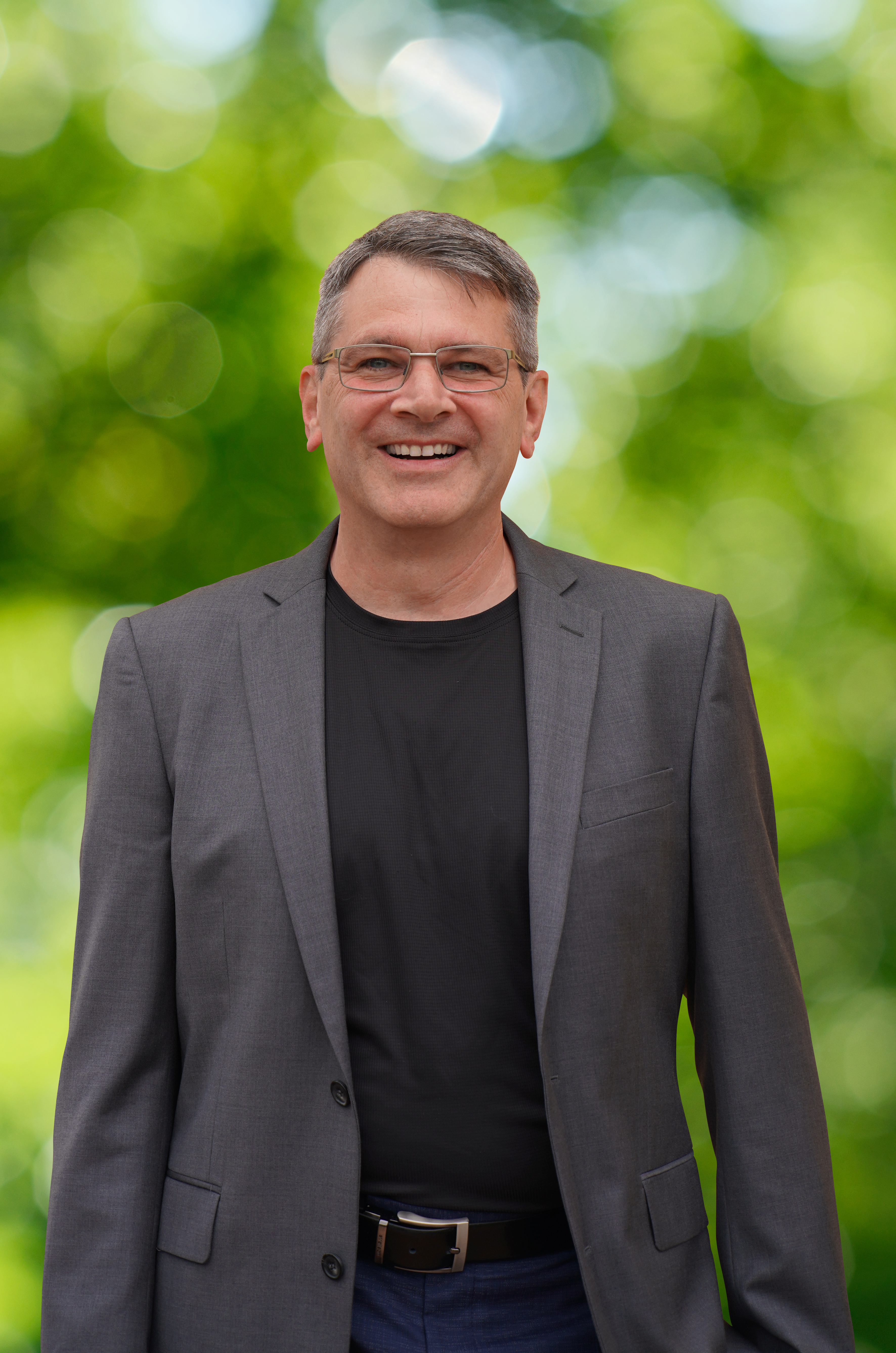
Wolfram Britz (2022)

Wolfram Britz (* 1968 in Offenburg) ist ein deutscher Politiker. Er ist seit 2022 Oberbürgermeister von Kehl.

## Leben
Britz wuchs in Bodersweier auf und absolvierte  die  Tulla-Realschule in Kehl bis zur Mittleren Reife. Er erlernte den Beruf des Krankenpflegers in der Krankenpflegeschule in Kehl.
Von 2014 bis zu seinem Amtsantritt als Oberbürgermeister 2022 saß der parteilose Britz für die SPD-Fraktion im Kehler Gemeinderat. Seit 2019 ist er Mitglied im Ortenauer Kreistag.
Er kandidierte 2022 erfolgreich bei der Kehler Oberbürgermeisterwahl, unterstützt von der SPD und den Grünen. Im ersten Wahlgang am 6. Februar 2022 bekam er 44,8 Prozent, im zweiten Wahlgang am 20. Februar 2022 51,3 Prozent der Stimmen. Britz folgte Toni Vetrano (CDU) nach und trat sein Amt am 1. Mai 2022 an.

## Familie und Privates
Britz ist verheiratet und hat zwei Söhne.